# Cirrospilus setipes
Cirrospilus setipes is een vliesvleugelig insect uit de familie Eulophidae. De wetenschappelijke naam is voor het eerst geldig gepubliceerd in 1982 door Askew.